# Мільйон років до нашої ери (фільм, 1940)
«Мільйон років до нашої ери» (англ. One million B. C.); відомий під назвами «Печерна людина» (англ. Man Cave), «Людина та його товариш» (англ. Man and His Mate) та  «Тумак» (англ. Tumak) — американський фентезійний фільм 1940 року створений Hal Roach Studios та випущений кінокомпанією United Artists.
Фільм мав популярність у глядачів і був номінований на дві премії Оскар за спеціальні ефекти та музику до фільму.

## Сюжет
Вигнаний із свого табору мисливець Тумак знаходить собі притулок у більш цивілізованому племені, де зустрічає красуню Лоану, яка починає вчити його гарним манерам. Однак за вчинену бійку Тумака знову проганяють, і він разом з Лоаною вирішує повернутися в рідні місця.

## В ролях
У фільмі зіграли Віктор Метюр у ролі протагоніста Тумака, молодого печерного чоловіка, який намагається об’єднати нецивілізоване плем’я Рок і мирне плем’я Шелл, Керол Лендіс у ролі Лоани, доньки вождя племені Шелл і коханої Тумака, а також Лон Чейні-молодший у ролі суворого Тумака - лідера Племені Рок.
| Актор              | Роль                        |
| ------------------ | --------------------------- |
| Віктор Метюр       | Тумак                       |
| Керол Лендіс       | Лоана                       |
| Лон Чейні-молодший | Ахоба                       |
| Конрад Найджел     | бородатий оповідач в печері |
| Джон Габбард       | Охта                        |
| Мамо Кларк         | Нупонді                     |
| Інес Паланзі       | Тоха                        |
| Едгар Едвардс      | шакал                       |
| Жаклін Даля        | Соака                       |
| Мері Гейл Фішер    | Воакі                       |
| Норман Бадд        | Рок племені                 |
| Гаррі Вілсон       | Рок племені                 |
| Джон НорзПол       | Рок племені                 |
| Лотарингії Ріверо  | Рок племені                 |
| Гарольд Говард     | Рок племені                 |

## Нагороди
Фільм був номінований на дві премії Оскар: найкращий музичний балет та найкращі спецефекти (Рой Сеурійт, Елмер Рагус).

## Цікавинки
У фільмі «динозаври» ходять у костюмі гумового трицератопа, чоловік у костюмі Алозавра, слони з фальшивими бивнями та хутром, броненосця з прикріпленими до рогів, дитячий алігатор з наклеєним вітрилом Діметродон (англ. Gatoraurus), ігуана носорога, змія, кота, ящірка і аргентинський чорно-білий тег.